# Tankiteke
Tankiteke, jedno od plemena plemenskog saveza Wappinger koji su obitavali između Five Mile Rivera i Fairfielda na područjima današnjih okruga Fairlield u Connecticutu i Westchester Putnam i Dutchess u New Yorku. Sela su im (poglavištvo Tankiteke) prema Swantonu bila: Aspetuck, Pahquioke, Ramapo, Saugatuck, Titicus, Unkawa, Weantinock i Werawaug. Prema svome poglavici ponekad su nazivani i Pachamis ili Pachamy. Jezično su pripadali porodici Algonquian. 

## Vanjske poveznice
- Tankiteke Lodge #313  Arhivirana inačica izvorne stranice od 5. srpnja 2008. (Wayback Machine)